# Luis Maurel
Luis Carlos Maurel Herrera (Zaragoza, 9 de junio de 1967) es un expiloto de motociclismo español, que participó en el Mundial de motociclismo desde 1988 hasta 1995. Fue Campeón de España junior 250c.c. de 1988, Subcampeón de España de Superbikes 1990-1991, y Campeón de Europa 250c.c. 1992. También fue campeón de España de GTs en el 2000.

## Resultados
Sistema de puntuación de 1993 hasta 2022:
| Posición | 1.º | 2.º | 3.º | 4.º | 5.º | 6.º | 7.º | 8.º | 9.º | 10.º | 11.º | 12.º | 13.º | 14.º | 15.º |
| Puntos   | 25  | 20  | 16  | 13  | 11  | 10  | 9   | 8   | 7   | 6    | 5    | 4    | 3    | 2    | 1    |

### Campeonato del Mundo de Motociclismo
| Año  | Cat.  | Moto     | 1       | 2       | 3       | 4       | 5       | 6       | 7       | 8      | 9       | 10     | 11     | 12      | 13     | 14     | 15  | Ptos. | Pos. |
| ---- | ----- | -------- | ------- | ------- | ------- | ------- | ------- | ------- | ------- | ------ | ------- | ------ | ------ | ------- | ------ | ------ | --- | ----- | ---- |
| 1988 | 250cc | JJ Cobas | JPN     | USA     | ESP     | EXP DNQ | NAT     | GER     | AUT     | NED    | BEL     | YUG    | FRA    | GBR     | SWE    | CZE    | BRA | 0     | NC   |
| 1989 | 250cc | Yamaha   | JPN     | AUS     | USA     | ESP Ret | NAT     | GER     | AUT     | YUG    | NED     | BEL    | FRA    | GBR     | SWE    | CZE    | BRA | 0     | NC   |
| 1993 | 250cc | Aprilia  | AUS Ret | MAL 21  | JPN Ret | SPA 21  | AUT 16  | GER Ret | NED Ret | EUR 21 | RSM Ret | GBR 23 | CZE 16 | ITA Ret | USA 19 | FIM 16 |     | 0     | NC   |
| 1994 | 250cc | Aprilia  | AUS 21  | MAL 16  | JPN 16  | SPA 19  | AUT DNS | GER 16  | NED 16  | ITA 19 | FRA 15  | GBR 15 | CZE 11 | USA 17  | ARG 16 | EUR 13 |     | 10    | 24.º |
| 1995 | 250cc | Honda    | AUS Ret | MAL Ret | JPN 11  | SPA 21  | GER Ret | ITA Ret | NED Ret | FRA 17 | GBR 23  | CZE 17 | BRA 15 | ARG 18  | EUR 17 |        |     | 6     | 26.º |